# Стюарт Арчер
Бертрам Стюарт Тревеліан Арчер (англ. Bertram Stuart Trevelyan Archer; 3 лютого 1915, Гампстед, Лондон, Англія, Велика Британія — 2 травня 2015, Саутгейт, там же) — британський військовий діяч, полковник Британської армії. Як архітектор за фахом після початку Другої світової війни записався на військову службу та став фахівцем з розмінування. Знешкодивши понад 200 бомб, Арчер особливим чином виявив себе при розмінуванні нафтопереробного заводу, за що отримав Хрест Георга. Після війни повернувся до кар'єри архітектора, проте згодом знову вступив на військову службу й у 1967 році став офіцером ордена Британської імперії. Після другої відставки Арчер зайнявся громадською діяльністю, став членом Королівського інституту британських архітекторів й Асоціації Хреста Вікторії та Хреста Георга. Помер у 2015 році у віці 100 років.

## Біографія

### Молоді роки, сім'я, освіта
Народився 3 лютого 1915 року в Гампстеді, на півночі Лондона, в сім'ї інженера-електрика Бертрама Георга Рейне Арчера, який мав власний бізнес, і Френсіс Мод Арчер (до шлюбу Гетфілд). Стюарт навчався у Шерингамській домашній школі та Школі архітектури у Політехнічному інституті на Риджент-стріт. У віці 21 року став наймолодшим випускником Королівського інституту британських архітекторів. У липні 1936 року вступив на роботу у Грейс-Інн, де після здобуття сертифіката про кваліфікацію вступив у партнерство в архітектурній фірмі «Ingram Son and Archer».
У 1939 році Стюарт одружився з Кетлін Матільд Гетт, знаної як Кіт. У них народилися син Ян Стюарт Тревеліан Арчер, який став архітектором, і дві дочки: Дейдре Марджорі Строугер і Мелані Патріція Арчер.

### Військова служба
До війни Арчер у званні рядового служив у Почесній артилерійській роті. У січні 1940 року, через рік після одруження, його переведено до Корпусу Королівських інженерів і відправлено до 533-ї польової роти, яка займалася знешкодженням бомб. 30 березня йому надано звання другого лейтенанта. У травні Арчер як командир 104-го загону прибув до Кардіффа — до Південного Уельсу.
З липня 1940 року англійські порти та промислові міста зазнавали атак німецької «Люфтваффе», яка використовувала переважно осколково-фугасні бомби, з яких понад 90 відсотків вибухали від ударів об землю, через що гинули багато людей, а місцевій економіці завдавалися значні матеріальні збитки. Бомби, які не вибухали через несправність або оснащені підривниками уповільненої дії, заривалися на значну глибину в землю поблизу заводів, енергостанцій, аеродромів, корабелень й інших важливих об'єктів, внаслідок чого припинялася будь-яка господарська та промислова діяльність. У самий розпал «Бліца», Арчер, постійно ризикуючи життям, практично щодня знешкоджував по кілька бомб, багато з яких були оснащені новими смертельно небезпечними запобіжниками уповільненої дії. Водночас не всі члени загонів з розмінування мали спеціальні знання і розуміння небезпеки від бомб, що не розірвалися, не маючи спочатку у своєму розпорядженні навіть спеціального обладнання. 15 липня на аеродром «Сент-Атан» у Південному Уельсі було скинуто чотири 250-кілограмові бомби, жодна з яких не вибухнула. Дві з них опинилися близько 10 ярдів від складальних ангарів. Арчер особисто ініціював процес розкопок кожної з бомб, які після цього їх обережно завантажили на вантажівки та відвезли на відкритий майданчик, де їх знищили. Через чотири тижні такі ж бомби виявили у Мултоні. Арчер самостійно очистив землю навколо однієї з бомб і дійшовши до можливо замінованого підривника типу № 50, який був необхідним військовому відомству для досліджень, наказав своїй команді відійти на безпечну відстань і вручну за допомогою гайкового ключа витягнув механізм з корпусу. До кінця серпня 1940 року за час роботи в Суонсі, Ніті, Порт-Толботі та Долині Гламорган, 25-річний Арчер знешкодив близько 200 бомб.
Після Дюнкеркської евакуації 29 серпня 1940 року нальоти німецької авіації посилилися, після яких в Англії виявилося понад 2500 бомб, які чекали на розмінування. У цей період Арчер отримав завдання, яке стало одним із найсміливіших і найвідоміших подвигів у його кар'єрі. 2 вересня він разом з дванадцятьма офіцерами та саперами його викликали на нафтопереробний завод Англо-іранської нафтової компанії у Лландарсі біля Суонсі. Команда прибула до заводу близько 10 години ранку, коли танкери вже були охоплені полум'ям, проте гасінню пожежі заважали чотири нерозірвані бомби, зокрема одна під баком з нафтою. Після чотирьох з половиною годин роботи в диму, жарі та полум'я, від якого плавилася навіть сталь, Арчер разом зі своєю командою успішно розмінував дві бомби, тоді як дві інші вибухнули нікому не завдавши шкоди. Проривши шахту під танкером до однієї з бомб, Арчер висмикнув з неї голими руками підривник № 17, і знайшов ще один — Zus 40, який до нього ніхто раніше не бачив. У той час мало було відомо про природу німецьких запобіжників, й Арчер, видобувши для військового відомства їх зразки під номерами 17, 25, 26, 38 і 50, допоміг майбутній роботі команд зі знешкодження.
За ці дії, 30 вересня 1941 Арчера нагороджено хрестом Георга «у визнання найбільш помітної мужності у проведенні небезпечних робіт дуже сміливим чином». 21 жовтня король Георг VI особисто вручив йому нагороду у Букінгемському палаці.
10 серпня 1943 Арчер отримав підвищення до майора та призначення штабним офіцером у Південне командування. Пізніше він зламав ногу, перебуваючи за кермом вантажівок. У 1945 році Арчера переведено у 2-у групу ОБ, де прийняв командування 12-ротою. 19 травня 1946 року він став капітаном. Того ж року Арчер вийшов у відставку з військової служби та продовжив кар'єру архітектора.
18 березня 1947 року Арчера нагороджено Медаллю територіальної ефективності. Також отримав Медаль оборони, Військовою медаллю 1939—1945, Медаллю загальної служби, Коронаційною медаллю Єлизавети II.
У 1950 році Арчер повернувся в армію і 10 березня 1951 році у званні капітана був зарахований у надзвичайний резерв. 30 листопада того ж року йому було надано звання майора, і він почав служити у 137 полку ОБ, яким командував до 1954 року. 7 лютого 1955 року Арчеру було надано звання підполковника, після чого прийняв командування 142 полком ОБ.
13 березня 1959 Арчера нагородили Нагородами надзвичайного резерву. 2 червня 1961 року став офіцером ордена Британської імперії. 1 серпня того ж року Арчер отримав підвищення до полковника і він перейшов у регулярний резерв, вийшовши таким чином у відставку. 28 жовтня 1963 року він отримав звання почесного полковника Полків зі знешкодження бомб Королівських інженерів, а саме 137-го, 142-го та 144-го. 31 березня 1967 року Арчер відмовився від призначення у почесні полковники.

### У відставці
У 1970 Арчера обрано членом Королівського інституту британських архітекторів. У 1977 році його нагороджено Медаллю Срібного ювілею королеви Єлизавети II.
З 1994 до 2006 рік Арчер обіймав посаду голови асоціації Хреста Вікторії та Хреста Георга. 13 квітня 1999 року зустрівся з Королевою-матір'ю Єлизаветою на традиційній службі пам'яті у церкві Сент-Мартін-ін-зе-Філдс у Лондоні. 9 квітня 2002 року він представляв асоціацію на її похоронах. Того ж року Арчер нагороджений Медаллю Золотого ювілею королеви Єлизавети II.
14 травня 2003 року, разом з кавалерами Хрестів Вікторії та Георга, королевою Єлизаветою II та герцогом Філіпом, Арчер взяв участь у відкритті Меморіалу Хреста Вікторії та Хреста Георга у Вестмінстерському абатстві.
6 жовтня 2004 року Арчер разом з кавалером Хреста Вікторії Еріком Вілсоном взяв участь у запуску розповсюдження скретч-карт для пожертв програмі «Мак» Королівського британського легіону в Імперському воєнному музеї. 14 жовтня на відкритті реконструйованої Головної будівлі Міністерства оборони Арчер зустрівся та поспілкувався з Єлизаветою II.
10 вересня 2008 року Арчер разом з кавалерами Хрестів Вікторії та Георга побував на прийомі у принца Чарльза та герцогині Камілли у Сент-Джеймському палаці. 10 листопада 2010 року Арчер зустрівся з товаришами по Асоціації Хреста Вікторії та Хреста Георга, а також принцом Чарльзом і герцогинею Каміллою на службі в церкві Сент-Мартін-ін-зе-Філдс на Трафальгар-сквер і на прийомі у Кларенс-хаусі. 30 травня 2012 року, в рамках святкування Діамантового ювілею Єлизавети II, принц Чарльз і герцогиня Камілла нагородили Арчера медаллю на честь цієї події.
3 лютого 2011 року у віці 96 років Арчер став найстарішим живим кавалером Хреста Георга.
У 2014 році про подвиг Арчера було розказано в документальному серіалі «George Cross Heroes» на телеканалі Discovery Channel UK.
3 лютого 2015 Стюарту Арчеру виповнилося 100 років, в результаті чого він став першим кавалером Хреста Вікторії або Хреста Георга, який переступив сторічний рубіж, двох найвищих нагород Великої Британії за хоробрість. На той момент він був одним із двадцяти живих кавалерів Хреста Георга. Його дружина Кетрін померла 20 років тому, а сам він останніми роками хворів і жив у своїй квартирі на півночі Лондона, маючи трьох дорослих дітей, десятьох онуків й одинадцять правнуків.
Бертрам Стюарт Тревеліан Арчер помер 2 травня 2015 року у віці 100 років. Похорон відбувся 21 травня у Церкві Христа у Саутгейті.

## Виноски
1. ↑  Див. фотографію Арчера [Архівовано 2015-02-23 у Wayback Machine.].